# 5959 Shaklan
5959 Shaklan eller 1989 NB1 är en asteroid i huvudbältet som upptäcktes 2 juli 1989 av den amerikanske astronomen Eleanor F. Helin vid Palomar-observatoriet. Den är uppkallad efter Stuart B. Shaklan.
Asteroiden har en diameter på ungefär 19 kilometer och den tillhör asteroidgruppen Ursula.